# 2021–2022-es svájci labdarúgó-bajnokság (első osztály)
A 2021–2022-es Swiss Super League (más néven Credit Suisse Super League) volt a 125. alkalommal megrendezett, legmagasabb szintű labdarúgó-bajnokság Svájcban. A pontvadászat 2021. július 24-én kezdődött és 2022. május 22-én ért véget. A címvédő a Young Boys csapata.
A szezont a Zürich nyerte, története során 13. alkalommal.

## Csapatváltozások
| Feljutott az első osztályba | Kiesett a másodosztályba |
| --------------------------- | ------------------------ |
| Grasshoppers                | Vaduz                    |

## Részt vevő csapatok
| Csapat         | Székhely     | Stadion              | Befogadóképesség1 |
| -------------- | ------------ | -------------------- | ----------------- |
| Basel          | Bázel        | St. Jakob-Park       | 37 994            |
| Grasshoppers   | Zürich       | Letzigrund           | 26 104            |
| Lausanne-Sport | Lausanne     | Stade de la Tuilière | 12 544            |
| Lugano         | Lugano       | Cornaredo stadion    | 6390              |
| Luzern         | Luzern       | Swissporarena        | 16 490            |
| Servette       | Genf         | Stade de Genève      | 30 084            |
| Sion           | Sion         | Stade Tourbillon     | 14 283            |
| St. Gallen     | Sankt Gallen | Kybunpark            | 19 456            |
| Young Boys     | Bern         | Stadion Wankdorf     | 31 789            |
| Zürich         | Zürich       | Letzigrund           | 26 104            |

- 1A Svájci Labdarúgó Szövetség honlapja szerint.[2]

### Személyek és támogatók
| Csapat         | Vezetőedző          | Csapatkapitány      | Mezgyártó      | Mezszopnzor               |       |                |                  |        |          |
| -------------- | ------------------- | ------------------- | -------------- | ------------------------- | ----- | -------------- | ---------------- | ------ | -------- |
| Csapat         | Vezetőedző          | Csapatkapitány      | Mezgyártó      | Mezszopnzor               | Basel | Guille Abascal | Valentin Stocker | Adidas | Novartis |
| Grasshoppers   | Giorgio Contini     | Amir Abrashi        | Adidas         | —                         |       |                |                  |        |          |
| Lausanne-Sport | Alain Casanova      | Stjepan Kukuruzović | Le Coq Sportif | BCV                       |       |                |                  |        |          |
| Lugano         | Mattia Croci-Torti  | Jonathan Sabbatini  | Acerbis        | AIL Swiss4Win.ch          |       |                |                  |        |          |
| Luzern         | Mario Frick         | Dejan Sorgić        | Craft          | Otto’s                    |       |                |                  |        |          |
| Servette       | Alain Geiger        | Anthony Sauthier    | Puma           | La Praille M3 Groupe      |       |                |                  |        |          |
| Sion           | Paolo Tramezzani    | Serey Die           | Macron         | Alloboissons A. Repond SA |       |                |                  |        |          |
| St. Gallen     | Peter Zeidler       | Lukas Görtler       | Jako           | St.Galler Kantonalbank    |       |                |                  |        |          |
| Young Boys     | Matteo Vanetta      | Fabian Lustenberger | Nike           | Plus500                   |       |                |                  |        |          |
| Zürich         | André Breitenreiter | Yanick Brecher      | Nike           | —                         |       |                |                  |        |          |

### Vezetőedző váltások
| Csapat         | Távozó edző                 | Ok                                          | Dátum               | Poz. | Érkező edző                 | Dátum               |
| -------------- | --------------------------- | ------------------------------------------- | ------------------- | ---- | --------------------------- | ------------------- |
| Lugano         | Abel Braga                  | leváltották                                 | 2021. szeptember 1. | 7.   | Mattia Croci-Torti          | 2021. szeptember 2. |
| Sion           | Marco Walker                | leváltották                                 | 2021. október 8.    | 7.   | Paolo Tramezzani            | 2021. október 9.    |
| Luzern         | Fabio Celestini             | leváltották                                 | 2021. november 22.  | 10.  | Sandro Chieffo (ideiglenes) | 2021. november 22.  |
| Luzern         | Sandro Chieffo (ideiglenes) | lejárt az ideiglenes vezetőedzői szerződése | 2021. december 20.  | 10.  | Mario Frick                 | 2021. december 20.  |
| Lausanne-Sport | Ilija Borenovic             | leváltották                                 | 2022. február 2.    | 9.   | Alain Casanova              | 2022. február 3.    |
| Basel          | Patrick Rahmen              | leváltották                                 | 2022. február 21.   | 3.   | Guille Abascal (ideiglenes) | 2022. február 21.   |
| Young Boys     | David Wagner                | leváltották                                 | 2022. március 7.    | 2.   | Matteo Vanetta (ideiglenes) | 2022. március 7.    |

## A bajnokság jelenlegi állása
| Hely. | Csapat             | M  | Gy | D  | V  | G+ | G– | Gk  | P  | Továbbjutás vagy kiesés            |
| ----- | ------------------ | -- | -- | -- | -- | -- | -- | --- | -- | ---------------------------------- |
| 1.    | Zürich (B)         | 36 | 23 | 7  | 6  | 78 | 46 | +32 | 76 | BL, 1. selejtezőkör                |
| 2.    | Basel              | 36 | 15 | 17 | 4  | 70 | 41 | +29 | 62 | KL, 2. selejtezőkör                |
| 3.    | Young Boys         | 36 | 16 | 12 | 8  | 80 | 50 | +30 | 60 | KL, 2. selejtezőkör                |
| 4.    | Lugano             | 36 | 16 | 6  | 14 | 48 | 53 | −5  | 54 | KL, 3. selejtezőkör                |
| 5.    | St. Gallen         | 36 | 14 | 8  | 14 | 68 | 63 | +5  | 50 |                                    |
| 6.    | Servette           | 36 | 12 | 8  | 16 | 50 | 66 | −16 | 44 |                                    |
| 7.    | Sion               | 36 | 11 | 8  | 17 | 46 | 67 | −21 | 41 |                                    |
| 8.    | Grasshoppers       | 36 | 9  | 13 | 14 | 54 | 58 | −4  | 40 |                                    |
| 9.    | Luzern (O)         | 36 | 9  | 13 | 14 | 54 | 65 | −11 | 40 | Osztályozó                         |
| 10.   | Lausanne-Sport (K) | 36 | 4  | 10 | 22 | 37 | 76 | −39 | 22 | Kiesik a Swiss Challenge League-ba |

### Meccsek

#### 1–18. forduló
| Hazai \ Vendég1 | BAS | GRA | LAU | LUG | LUZ | SER | SIO | GAL | YBS | ZUR |
| Basel           |     | 2–2 | 1–1 | 2–0 | 1–1 | 5–1 | 6–1 | 0–1 | 1–1 | 3–1 |
| Grasshoppers    | 0–2 |     | 3–1 | 0–1 | 1–1 | 1–1 | 3–1 | 5–2 | 1–1 | 3–3 |
| Lausanne-Sport  | 2–2 | 3–1 |     | 0–2 | 1–1 | 0–3 | 1–1 | 1–2 | 1–6 | 1–3 |
| Lugano          | 1–1 | 1–1 | 2–0 |     | 3–1 | 2–1 | 2–0 | 2–1 | 0–5 | 0–2 |
| Luzern          | 1–3 | 1–1 | 1–1 | 2–3 |     | 0–2 | 0–1 | 2–0 | 3–4 | 1–3 |
| Servette        | 2–2 | 3–2 | 1–1 | 0–2 | 4–1 |     | 1–2 | 5–1 | 0–6 | 1–2 |
| Sion            | 0–1 | 1–3 | 2–0 | 3–2 | 1–1 | 1–2 |     | 3–1 | 1–0 | 0–1 |
| St. Gallen      | 0–2 | 0–4 | 0–1 | 1–1 | 2–2 | 4–3 | 1–1 |     | 3–1 | 3–3 |
| Young Boys      | 1–1 | 0–0 | 3–2 | 3–1 | 1–1 | 1–2 | 4–3 | 2–1 |     | 4–0 |
| Zürich          | 3–3 | 2–1 | 3–1 | 1–0 | 4–0 | 2–2 | 6–2 | 3–1 | 1–0 |     |

Utolsó felvett mérkőzés dátuma: 2021. december 19. 
Forrás:  
1A hazai csapatok a bal oldali oszlopban szerepelnek.
Színek: Zöld = hazai győzelem; Sárga = döntetlen; Piros = vendéggyőzelem.
 

#### 19–36. forduló
| Hazai \ Vendég | BAS | GRA | LAU | LUG | LUZ | SER | SIO | StG | YB  | ZÜR |
| -------------- | --- | --- | --- | --- | --- | --- | --- | --- | --- | --- |
| Basel          | —   | 1–1 | 3–0 | 2–1 | 3–0 | 2–0 | 3–3 | 2–2 | 2–2 | 0–2 |
| Grasshopper    | 2–4 | —   | 3–1 | 1–2 | 2–2 | 2–4 | 0–1 | 3–2 | 2–2 | 1–3 |
| Lausanne-Sport | 0–0 | 0–2 | —   | 4–1 | 1–2 | 4–1 | 1–2 | 1–5 | 2–2 | 0–2 |
| Lugano         | 0–2 | 1–1 | 3–1 | —   | 2–1 | 2–0 | 1–3 | 0–2 | 3–1 | 2–1 |
| Luzern         | 0–3 | 1–0 | 3–0 | 2–2 | —   | 4–0 | 1–0 | 3–2 | 2–2 | 0–2 |
| Servette       | 0–0 | 0–1 | 1–0 | 2–2 | 1–1 | —   | 2–1 | 0–2 | 1–0 | 1–0 |
| Sion           | 0–0 | 2–0 | 1–0 | 0–3 | 1–3 | 3–3 | —   | 1–3 | 1–2 | 1–1 |
| St. Gallen     | 2–2 | 2–0 | 4–0 | 3–0 | 3–2 | 5–1 | 1–1 | —   | 3–3 | 1–2 |
| Young Boys     | 3–1 | 3–0 | 2–2 | 1–0 | 2–2 | 3–1 | 3–1 | 4–1 | —   | 1–2 |
| Zürich         | 4–2 | 1–1 | 2–2 | 3–0 | 2–3 | 1–0 | 5–1 | 0–3 | 2–1 | —   |

### Osztályozó
Az osztályozóban az első osztály 9. helyezettje (Luzern) és a másodosztály 2. helyezettje (Schaffhausen) csapott össze.
| 2022. május 26. 18:00 |

| Schaffhausen               | 2–2 | Luzern                           |
| -------------------------- | --- | -------------------------------- |
| Bobadilla 14' Del Toro 71' |     | Schulz 4' (11-esből) Jashari 53' |

| Wefox Arena, Schaffhausen Nézőszám: 8 143 Játékvezető: Fedayi San |

| 2022. május 29. 16:30 |

| Luzern                            | 2–0 | Schaffhausen |
| --------------------------------- | --- | ------------ |
| Schulz 20' (11-esből) Ugrinic 70' |     |              |

| Swissporarena, Luzern Nézőszám: 15 500 Játékvezető: Sandro Schärer |

A Luzern csapata nyert 4–2-es összesítéssel

## Statisztika

### Góllövőlista
| # | Játékos             | Klub           | Gólok |
| - | ------------------- | -------------- | ----- |
| 1 | Jordan Siebatcheu   | Young Boys     | 22    |
| 2 | Assan Ceesay        | Zürich         | 20    |
| 3 | Kwadwo Duah         | St. Gallen     | 15    |
| 4 | Arthur Cabral       | Basel          | 14    |
| 5 | Antonio Marchesano  | Zürich         | 13    |
| 6 | Wilfried Kanga      | Young Boys     | 12    |
| 6 | Zeki Amdouni        | Lausanne-Sport | 12    |
| 8 | Kastriot Imeri      | Servette       | 11    |
| 8 | Christian Fassnacht | Young Boys     | 11    |
| 8 | Filip Stojilković   | Sion           | 11    |

### Mesterhármast elérő játékosok
| Játékos                        | Csapat       | Ellenfél   | Végeredmény | Dátum              |
| ------------------------------ | ------------ | ---------- | ----------- | ------------------ |
| Arthur Cabral(4 gólt lőtt)     | Basel        | Servette   | 5–1         | 2021. augusztus 8. |
| Assan Ceesay(4 gólt lőtt)      | Zürich       | Sion       | 6–2         | 2021. október 3.   |
| Christian Fassnacht            | Young Boys   | Servette   | 6–0         | 2021. október 3.   |
| Mamadou Kaly Sène              | Grasshoppers | St. Gallen | 4–0         | 2021. december 5.  |
| Jordan Siebatcheu(4 gólt lőtt) | Young Boys   | Lugano     | 5–0         | 2021. december 19. |

### Sárga és piros lapok

#### Klubcsapatok
- Legtöbb sárga lap: 106
  - Lausanne-Sport

- Legtöbb piros lap: 5
  - St. Gallen
  - Sion
  - Servette